# カンザス州の歴史
カンザス州の歴史（カンザスしゅうのれきし、英:History of Kansas）では、アメリカ合衆国カンザス州となった地域に、アメリカ州の先住民族が住み始めてから、ヨーロッパ人による探検と開拓、アメリカ合衆国の州となってからの発展の歴史を概説する。カンザスはアメリカの古き西部の民間伝承が豊かな地域である。グレートプレーンズの東の縁に位置し、古くはアメリカバイソンの大群を狩りしていた遊牧型先住民族の本拠だった。この地域が初めて西洋の歴史に現れるのは、16世紀にスペインがメキシコを征服した時であり、スペインのコンキスタドールがカンザスと呼ばれる未知の土地を探検したとされている。後には先住民族と交易していたフランスの罠猟毛皮業者によって探検された。1803年のルイジアナ買収の結果、アメリカ合衆国の一部となった。19世紀、最初のアメリカ人探検家はこの地域を「グレート・アメリカン・デザート」（アメリカ大砂漠）と呼んだ。
1850年代にヨーロッパ系アメリカ人の開拓に開放されると、南北戦争に繋がる紛争の最初の戦場になった。南北戦争後、古西部の拠点町として牛の交易を行った。鉄道によって東部や、ヨーロッパからおよび「エクソダスター」と呼ばれる解放奴隷の移民が大挙して起こった。カンザスはその歴史の大半で小麦やその他の穀物に基づく田園経済であり、これを石油や鉄道が補った。1945年以降農業人口は急速に減少し、ウィチタの航空産業を初めとする製造業の重要性が増してきた。

## 前史

### パレオ・インディアンと古期の人々
これまでに解明された考古学および地質学的形跡を総合すれば、旧石器時代のマンモスを狩猟の対象とした一族が旧石器時代終わり頃のいずれかの時点（紀元前1万年頃までと考えられる）で、様々な手段で北アメリカ大陸北西部に入ってきた。紀元前7000年頃、北アメリカに入ったアジア系移民がカンザスにも到達した。当初カンザスに入った人々は決してカンザスを捨てることはなく、後から入ってきた人によってその数が増えていった。これら新参の人々はマンモス、ラクダ、地上性ナマケモノおよび馬に遭遇した。これらの生物種はそれ以前に大型動物を狩る洗練された人々に遭うことは無かったので、その結果は「更新世の過剰殺りく」となり、紀元前8000年頃までに北アメリカの大型氷河期動物のほとんど全ての種は急速にまた組織的に個体数を減少した。ある意味で、マンモスを追った狩人はグレートプレーンズ北部で最初の経済繁栄サイクルを経験しており、資源が枯渇するか破壊されるまで容赦なく使い果たした。
大型動物の狩人が居なくなると、その後の古期の人々は専門家というよりも多方面の才能を持つ人となって生き残り、平原を季節移動して食料を集めた。この人々は狩猟を諦めた訳ではなく、野生の食用植物や小さな動物を対象とした。その道具も様々に変化し、潰したり切ったりする作業が普通になっていたことは、種、果物および野菜が食料の大きな部分を占めていたことを示すものでもある。また土器を作る社会も出現していた。

### 農業の導入
古期の大半、人々は基本的にその自然環境を変えることはできなかった。この地域以外にいた集団、特にメソアメリカでは、農業のような大きな革新的なものをアメリカ中に紹介していた。約3000年前に古期の集団には食料採集者から食料生産者に変わった者がいた。彼らは半定住農業生活に伴う多くの文化的側面、すなわち貯蔵施設、より恒久的な住居、大きな集落、および墓地をすら持っていた。エル・クアルトレーヨ遺跡は最北のインディアン・プエブロ集落である。この集落は古期の遺物が見つかったカンザスでは唯一のプエブロである。
早くから農業が現れていたにも拘わらず古期後期の人々は自然環境に対する制御はほとんどできていなかった。さらに土器の発明や灌漑が進んだ後でも、野生の食糧資源が食料の重要な構成物のままであった。古期最大の社会にあっても、農業の導入は完全に狩猟採集生活を捨てさせることにはならなかった。

## ヨーロッパ人の訪れおよび土地の種族
1541年、スペインのコンキスタドール、フランシスコ・バスケス・デ・コロナドがカンザスを訪れ、リンズボーグの「コロナド高地」近くまで引き返したと言われている。コロナドの遠征隊はプレーンズ・インディアンに馬を紹介し、急速にその生活様式と範囲を変えた。この変化に続いて、カンザ族（時としてコー族）やオーセージ族（元はウーサシュ族）が1600年代にカンザスに到着した（カンザ族は1673年以来この地に住み着いたと主張した）。18世紀の終わりまでに、これら2種族はカンザスの東部で支配的な種族となり、カンザ族はカンザス川の北に、オーセージ族はアーカンザス川の南に住んだ。同時にポーニー族（時としてパニーサ族）が、カンザ族やオーセージ族の西や北の平原に支配的な種族となった。この地にはアメリカバイソンの大群がいた。ヨーロッパ人は1719年に北部ポーニー族を訪れた。オーリンズ砦のフランス軍指揮官エティエンヌ・ド・ブールモンが1724年にカンザス川を訪れ、河口のカンザ族主要集落の近くに交易拠点を設立した。同じ頃、スー族の中のオトー族もカンザス北東隅周辺の様々な地域に住んだ。

## ルイジアナ買収と西方への道

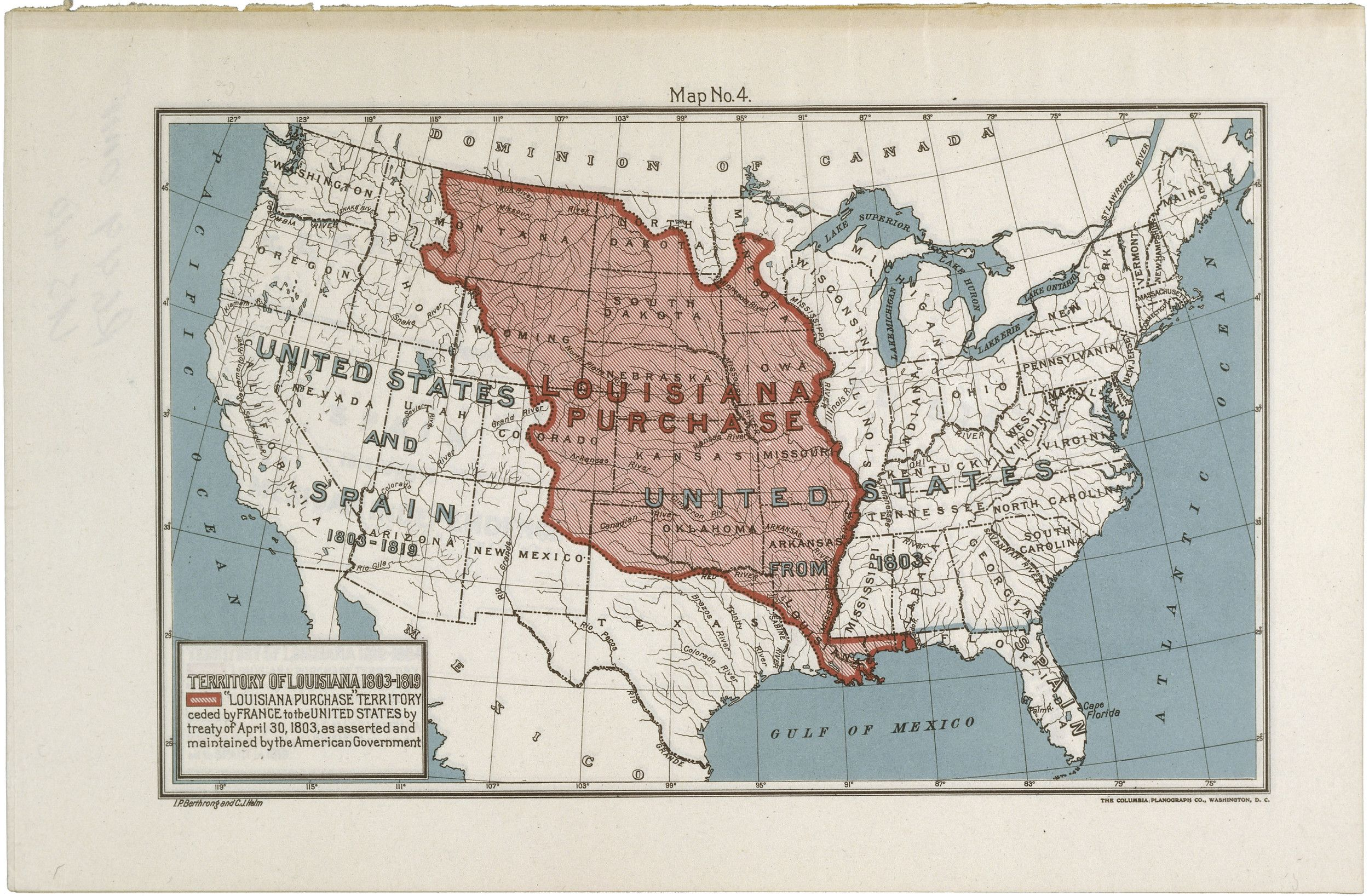
ルイジアナ買収の地図

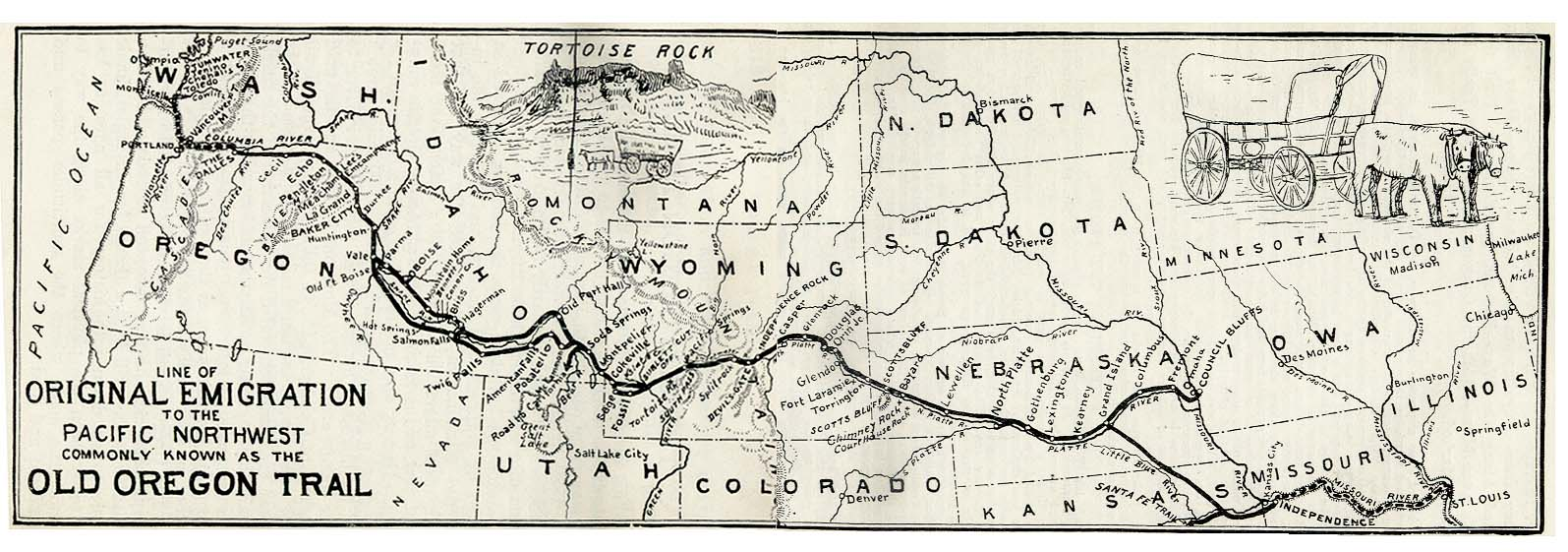
オレゴントレイル 1852年-1906年

カンザスは1803年のルイジアナ買収の一部としてアメリカ合衆国に編入され、未組織領土となった。1806年、ゼブロン・パイクが領域内を通過し、その地図上に「アメリカ大砂漠」と書き入れた。カンザスに対するこの見方はその後の40年間合衆国の政策を特徴付け、先住民族のための土地として取って置かれることになった。

### 西への探検
1803年のルイジアナ買収に続いて、ルイス・クラーク探検隊が太平洋に到着する任務を帯びてセントルイスを出発した。1804年、ルイスとクラークは今日のカンザス州カンザスシティにあるカンザス川とミズーリ川の合流点（現在のコーポイント川岸公園と認識されている）で3日間宿営した。カンザス川とミズーリ川の合流点滞在中にフランス人毛皮交易業者と会い、地図を作った。カンザスは短期間ミズーリ準州の一部となった後、1821年に未組織状態に戻った。1821年にはまた、南西部への輸送道路としてカンザスを横切るサンタフェ・トレイルが開通し、ミズーリ州とニューメキシコのサンタフェとを結んだ。
ルイス・クラーク探検隊の後は特に、セントルイスからミズーリ川上流の交易が急成長したので、合衆国政府はこの地域の統治拠点を造ろうと考えた。1827年5月8日、レブンワース野営地、すなわちレブンワース砦（ヘンリー・レブンワースに因んで名付けられた）が、合衆国の西部辺境への旅人を守るためにインディアン領地の直ぐ内側に建設された。ここが将来のカンザス州における初めてのアメリカ白人の恒久的定住地となった。カンザスを横切るサンタフェトレイルの一部は、1840年代に開通したカリフォルニア・トレイルやオレゴン・トレイルを通る移住者に使われた。西方の道は、1860年代に鉄道がその役目を引き受けるまで、重要な商業と軍事の幹線道路として役立った。ユタ、カリフォルニアあるいはオレゴンに行く旅人にとっては、カンザスが重要な中継地点であり、旅装を整える場所だった。ワゴンベッド・スプリング（またはローワー・スプリング、ローワーシマロン・スプリング）は、サンタフェトレイルのシマロン経路で重要な給水場となった。他にもポイント・オブ・ロックスやポーニー・ロックが道沿いの重要な場所となった。

### 1820年代から1840年代：インディアン準州
1820年代から、この地域（当時はアメリカ大砂漠として知られた）は、アメリカ合衆国政府によってインディアン準州として「恒久的に」取って置かれ、白人による開拓は行えなかった。
インディアン準州を十分に活用するために、合衆国政府はカンザス東部に既に居た先住民族、主にカンザ族とオーセージ族を再移住させ、その土地は東部から移住してくる種族に渡した。1825年6月3日付けの条約で、カンザ族は2千万エーカー (81,000 km2)の土地をアメリカ合衆国に譲渡し、その後カンザス北東部の特別の居留地に制限された。同月、オーセージ族はカンザス南東部の居留地に制限された。
ミズーリ州のシャワノー族（あるいはショーニー族）は、この地域に移住した最初の先住民族だった。1825年11月7日のセントルイスで締結された条約で、アメリカ合衆国は次のように定めた。
ミズーリ州内のシャワノー族インディアンは、自分達のために、またオハイオ州に住む同族のために、今後ミズーリ州の西部にあるミシシッピ川の西50マイル (80 km)四方に等しい土地で、最近オーセージ族から購入した土地内に移住する。
レナペ族は1829年9月24日の条約でカンザスに移住した。この条約では、「カンザス川とミズーリ川の分岐点にある土地、カンザス川上流はカンザス（インディアン準州）境界まで、ミズーリ川上流はキャンプ・レブンワースまで、またそこから境界を西方に引き、カンザス境界線の北に幅10マイル (16 km)の領域を出口として残す」と表現している。

インディアン準州の地図、1836年

この時から1830年のインディアン移住法がその実効を表していった。1831年8月30日付けの条約でオタワ族はアメリカ合衆国に土地を譲渡し、カンザス川とその支流にある小さな居留地に移動した。この条約は1832年4月6日に批准された。同年10月24日、アメリカ合衆国政府はキカプー族をカンザスの居留地に移住させた。10月29日、ピアンクショー族とウィー族は、北はシャワノー族、東はミズーリ州西の境界、西はカスカスキア族とピオリア族で区切られる250区画の土地を占有することに同意した。1833年9月21日に合衆国との間に造られた条約で、オトー族はリトルネマハ川南の土地を移譲した。
1836年9月17日までに、ソーク族とフォックス族の連邦は、アメリカ合衆国との条約により、キカプー族の北に移住した。1837年2月11日の条約で、合衆国はミズーリ川南西のオーセージ川地域にポタワトミ族を移動させることに同意した。南西部に選ばれた領域は現在マイアミ郡となっている。
1842年、合衆国とワイアンドット族との間の条約によって、ワイアンドット族はカンザス川とミズーリ川の合流点に移住した（1843年までレナペ族と分け合っていた）。1842年の条約の通常とは異なる条項で35人のワイアンドット族は、ミズーリ川の西にある特定の場所を定めない土地の区画の所有権、フロートを与えられた。1847年、ポタワトミ族は再度移住させられ、1846年にカンザ族から合衆国が譲り受けた土地の東部 576,000エーカー (2,330 km2)を含む地域に移った。この土地は現在のポタワトミ、ワボーンシー、ジャクソンおよびショーニー各郡となっている。

## 1850年代初期および準州の組織化
カンザスにおける先住民族を定住させる広大な計画にも拘わらず、1850年までにアメリカ白人が不法にその土地に侵入し、その地域全体を開拓のために開放することを声高く要求した。やがて来る事件の前兆として、間もなくライリー砦を含む幾つかのアメリカ陸軍の砦が幾つかインディアン準州深く造られ、様々な西方へ向かう道の旅人を護衛した。
シャイアン族やアパラチー族はこの時もカンザス西部（現在はコロラド州）の土地について合衆国と交渉を続けており、1851年9月17日に条約に調印したが、先住民族に「恒久的に」約束した土地を取り上げる機運が既に作られつつあった。
ワイアンドット族はその土地と自治権が危険に曝されていることを認識し、1852年と1853年にインディアン準州内の自分達の区画に領土政府を創ろうとした。1853年、13人の代議員からなる集会を招集し、その領土の憲法が作られた。ウィリアム・ウォーカーという名のワイアンドット族がこの憲法に従って暫定首長に選ばれ、代議員1人が連邦議会に派遣された。しかし、カンザスは公式の準州ではなかったので、その代議員は連邦議会に受け入れられなかった（時間の経過と共に、ワイアンドット族によるこの動きは小さなものとなり、多くの種族は後にオクラホマ州となる土地に移った。）。

### カンザス・ネブラスカ法
連邦議会は1852年にカンザス準州を創設する手続きを始めた。この年、第32連邦議会の第1会期にミズーリ州とアイオワ州より西にある地域の準州組織化について請願書が提出された。この時は何の行動も起こされなかった。しかし、次の会期のときの1852年12月13日に、ミズーリ州選出の代議員がプラット、すなわちミズーリ州とアイオワ州の西にある土地全てで、西はロッキー山脈にまで広がる領土の組織化法案を下院に提出した。法案は下院領土委員会に掛けられ、1853年2月10日には下院で成立した。しかし、南部州出身の上院議員は上院での法案成立を滞らせ、奴隷制に関わる法案から予想される結果とミズーリ妥協が議論された。この法案と他の競合提案に関して熱した議論が1年間続き、最終的にネブラスカ準州とカンザス準州を設立するカンザス・ネブラスカ法が1854年5月30日に法として成立した。

### 譲渡された先住民族の領土
一方1853年の夏までに、カンザス東部は間もなくアメリカ白人開拓者に解放されることが明らかになった。連邦議会はインディアン問題担当局のコミッショナー、ジョージ・W・メニーペニーを、先住民族と新しい条約の交渉のために派遣し、4分の1世紀足らず前に先住民達に「永久に」割り当てられた土地を1つ残らず合衆国政府に戻すよう求めた。準州内東部のほとんど全ての種族が、1854年のカンザス準州法が成立する前にその土地の大部分を手放し、結果的に南の、後にオクラホマ州となる地域に移住した。

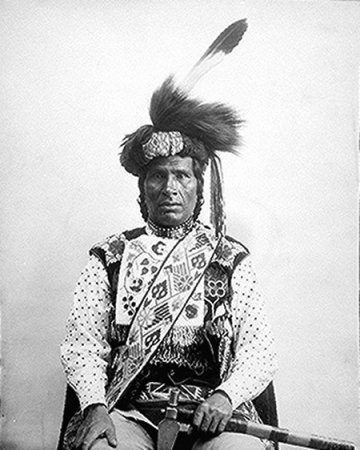
「ワン・コールド・フロム・ア・ディスタンス」（遠くから呼ばれる男）という名のチッペワ族

法案の通過する直前3ヶ月で、条約はワシントンD.C.でレナペ族、オトー族、キカプー族、カスカスキア族、ショーニー族、ソーク族、フォックス族およびその他の種族との間に穏やかに結ばれ、それによってミズーリ州との州境から100ないし200マイル（160 kmないし320 km）内にあるカンザス東部の大部分は突如として白人開拓者に解放された（カンザ族の保留地は既に1846年の条約で減らされていた）。1854年3月15日、オトー族とミズーリ州のインディアンはミシシッピ川の西にある土地で、ビッグブルー川沿いの帯状の土地を除いて全てを合衆国に渡した。1854年、5月6日と10日、ショーニー族は6,100,000エーカー (25,000 km2)を手放し、自分達には200,000エーカー (809 km2)のみを残すことになった。同じく5月6日、レナペ族は条約で定義された居留地を除いて全ての土地を合衆国に譲渡した。5月17日、アイオワ族も同様にその土地を手放し、小さな居留地のみを保持した。5月18日、キカプー族も準州の西部にある150,000エーカー (607 km2)を除いてその土地を渡した。3月30日にはカスカスキア族、ピオリア族、ピアンクショー族およびウィー族の土地も譲渡され、5月18日にはソーク族とフォックス族も手放した。
カンザス準州における先住民族の土地を減らす最後の段階が間もなく訪れ、各種族の全ての土地を取り上げ、その代わりに個人あるいは家族に（単独保有で）小さな区画を渡した。例えば、1854年にチッペワ族（スワンクリークとブラックリバーの集団）はフランクリン郡に8,320エーカー (34 km2)の土地に住んでいたが、1859年にはそれがチッペワ族個別の家族に分けられた。

## カンザス準州
1854年5月30日にカンザス・ネブラスカ法が成立したとき、カンザス準州の境界はミズーリ州の境界をロッキー山脈の峯に伸ばしたものとされた。南の境界は北緯37度線であり、北の境界は北緯40度線だった。北緯40度線より北はネブラスカ準州だった。連邦議会がカンザス準州南の境界を北緯37度線と定めたとき、オーセージ族の南の境界も北緯37度線と考えられた。チェロキー族が直ぐに苦情を出し、それは本当の境界ではなく、カンザスの境界はチェローキー族の土地の実際の境界に一致させるために北へ動かすべきと言った。このことはチェロキー・ストリップ論争と呼ばれるようになった。

### 暴力の導入
カンザス・ネブラスカ法で最も議論を呼んだ条項は、カンザス準州の開拓者達が境界内で奴隷制を認めるかどうかを決めるという取り決めだった。この条項は、北緯36度30分より北で創られる新しい州では奴隷制を禁じていた1820年のミズーリ妥協を無効にした。予想通り、そこに定住するために殺到した北部人と南部人の間に暴力沙汰も起きた。
カンザス・ネブラスカ法成立から数日の内に、何百という奴隷制擁護のミズーリ人が隣接する準州に入ってきて、ある地域の土地を選び、続いて1回の集会あるいは複数の集会で他のミズーリ人と団結し、地域全体に奴隷制擁護の優先権を確立しようと目論んだ。1854年6月10日には既に、ミズーリ人がフォート・レブンワースの西3マイル (5 km)の交易基地であるソルトクリーク・バレーで集会を開き、「無断入植者のクレーム協会」が結成された。集まった者達はカンザスを奴隷州にすることに賛成し、ミズーリ州住人の半数が必要ならば、マスケット銃を手にして移民してきて、その命を犠牲にしてでもこの目的を達成させると言った。
この抗争に対抗するために、マサチューセッツ州移民援助会社が（さらに他の小さな組織も）直ぐに反奴隷制の開拓者（自由州人と呼ばれた）を1854年と1855年にカンザスに送り込む手配をした。ニューイングランドの者達によって設立された主要な町にはトピカ、マンハッタン、およびローレンスがあった。幾人かの自由州人はオハイオ州、アイオワ州、イリノイ州など他の中西部の州からも来ていた。

#### 血を流すカンザス
開拓者達が接近していることと目的が相反していることにも拘わらず、1855年3月30日にカンザス準州議会の選挙が行われるまでは、暴力についてはほとんど蓋がされていた。この日、州境を越えて流入した「ボーダー・ラフィアンズ」と呼ばれたミズーリ州人が奴隷制擁護派の代議員に投票する票で投票箱を埋めた。その結果、一つの選挙区（後のライリー郡）を除いて全ての選挙区で奴隷制擁護派の代議員が選ばれ、最初の公式議会は奴隷制擁護派が圧倒するものになった。
1855年から1858年、カンザス準州では多くの暴力沙汰や幾つかの戦闘行為が起こった。この期間は「血を流すカンザス」あるいは「境界戦争」と呼ばれ、直接南北戦争の予兆となった。血を流すカンザスの中で大きな出来事には、ワカルーサ戦争、ローレンス襲撃、ポタワトミ虐殺、ブラックジャックの戦い、オサワトミの戦い、およびメルダジーン虐殺があった。
- ワカルーサ戦争

1855年12月1日、ミズーリ州人の小さな軍隊がダグラス郡保安官サミュエル・J・ジョーンズに率いられ、自由州人の強い基盤であるローレンスを包囲し、これが後にワカルーサ戦争と呼ばれることになった。奴隷制擁護派敵対者の影響と蔓延の下で、ミズーリ州西部はその内部まで混乱の渦になり、奴隷制廃止論者のローレンスの征服のために軍隊をはき出すことになった。大混乱の中で休戦条約の交渉が宣言され、その後間もなく条約が大声で読み上げられた。これで混乱は収まりその条件が一般に受け入れられた。
- ローレンス襲撃

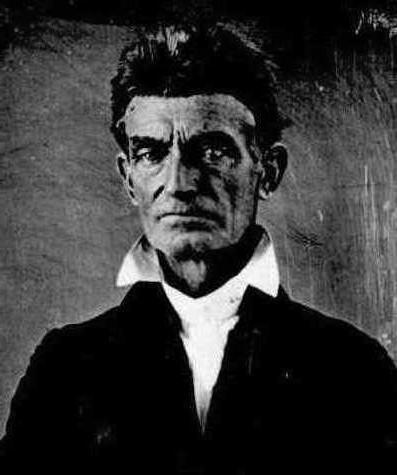
ジョン・ブラウン

1856年5月21日、ジョーンズ保安官に率いられた奴隷制擁護派軍隊が再度ローレンスを攻撃し、2人の男性を殺し、自由州ホテルを燃やし尽くし、2台の印刷機を破壊し、住家に略奪に入った。
- ポタワトミ虐殺

ポタワトミ虐殺は1856年5月24日の夜から25日の朝にかけて起こった。ローレンス襲撃に対する反応と思われる行動で、ジョン・ブラウンと一群の奴隷制廃止派（そのうち数人はポタワトミ・ライフルズの一員）が幅広の刀を用い、フランクリン郡ポタワトミ・クリークの北で、奴隷制擁護派と考えられる5人の開拓者を殺した。後にブラウンはポタワトミ虐殺の間の殺人には参加しなかった言ったが、それを承認したとも言った。この殺人後に行方を眩まし、2人の息子、ジョン・ジュニアとジェイソンが逮捕された。この2人が監禁されている間に虐待されたということであり、ジョン・ジュニアは精神的な傷を負った。6月2日、ブラウンはブラックジャックの戦いでヘンリー・ペイト大尉が率いるミズーリ州人の1隊を攻撃して成功した。ペイトとその部下はブラウン達を捕まえるためにカンザスに入っていた。その年の秋、ブラウンは地下に潜り、ゲリラ活動を続けた。

#### 準州憲法
カンザス準州内の深い亀裂を反映して、カンザスが州として合衆国に加盟を認められる前に、基本法として4つの憲法が作られた。それぞれの憲法は将来のカンザス州におけるアフリカ系アメリカ人の扱いについて異なる見解を反映していた。
- トピカ憲法

最初にできたトピカ憲法は1855年11月11日に自由州人の集会で採択された。将来のカンザス州で奴隷制を禁止し、カンザスから全ての自由アフリカ系アメリカ人を除外する自由州の原則を含んでいた。この集会は準州あるいは連邦政府に承認されず、12月15日に行われた住民投票で準州の人々に承認されたが、法的文書として認められることは無かった。
- ルコンプトン憲法

ルコンプトン憲法は、1857年11月7日に公式の奴隷制擁護派政府によって招集された会議で採択された。この憲法は草稿通りカンザスでの奴隷制を容認したが、奴隷制条項は住民投票に付された。この条項と憲法自体に関して一連の投票が奴隷制擁護派開拓者と自由州人開拓者との交互に忌避されたあとで、ルコンプトン憲法は最終的に連邦議会の承認を求めて提出された。最後はこの憲法が住民の意思を代表しているか明らかにできなかったので、受理されなかった。
- レブンワース憲法

ルコンプトン憲法について議論されている間に、カンザス準州で新しい自由州人の議会議員が選ばれ着任した。新議会は新たな集会を招集し、レブンワース憲法を作った。この憲法は提案された4つの憲法の中で最も急進的なものであり、奴隷制を違法とし、女性参政権の枠組みを入れていた。この憲法は1858年4月3日にレブンワースでの集会で採択され、同5月18日の住民投票で承認された（すべてはルコンプトン憲法が検討中の出来事だった）。連邦議会はその批准を拒否した。
- ワイアンドット憲法

ルコンプトン憲法とレブンワース憲法の失敗に続いて、4番目の憲法が起草された。ワイアンドット憲法は1859年7月29日にそれを作成した集会で採択された。同年10月4日に行われた住民投票でも承認された。これは奴隷制を違法としたが、レブンワース憲法よりは急進的な色彩が薄れた。カンザスはこの憲法の下で1861年1月29日に自由州として合衆国に加盟した。

### 敵対関係の終わり
ワイアンドット憲法が形作られた時までに、奴隷制擁護派部隊がカンザスを支配しようという企てが失敗したことが明らかになった。このようになったことが認識され、ジョン・ブラウンが州内から居なくなったことで、血を流すカンザスは1859年までに事実上終わった。

## 州昇格

カンザス州の州章

1861年1月29日にカンザスはアメリカ合衆国34番目の州に昇格した。その3ヶ月後、南北戦争が正式に始まったが、カンザス準州では南北の戦いが数年前に始まっていた。
1860年代にはカンザス州の歴史で幾つかの重要な展開があった。南北戦争に参加したこと、牛追いが始まったこと、カンザスでの禁酒法の始まり（実際は1880年代）、および西部平原でのインディアン戦争の開始だった。ジェイムズ・レインが1861年にカンザスから合衆国上院議員に選ばれ、1865年にも再選された。レインはアメリカ連合国全体から嫌悪されていた。

### カンザス州の州章とモットー
カンザス州の州章は1861年5月25日にカンザス州議会に採択された合同決議案で制定された。州章のデザインはアッチンソン出身の州上院議員ジョン・ジェイムズ・インゴールズが提案した。インゴールズは州のモットー「Ad astra per aspera」も提案した。これは困難さの向こうにある星を意味する。

### 南北戦争
南北戦争が始まったときに、カンザス州政府はよく組織された民兵隊を持たず、武器もなく、装具も物資もなく、何一つ需要に見合うものはなかったが、あるのは統一された官民の意志だけだった。1859年から1960年にかけて、軍事組織は使われなくなるかあるいは完全に解体していた。最初のカンザス連隊は1861年6月3日に結成され、南北戦争中に最後に立ち上げられた第17連隊は1864年7月28日の成立だった。カンザス州に割り当てられた全量は16,654名であり、実際に立ち上げられた数は20,097名となり、その差3,443名はカンザスの功績だった。統計に拠れば、カンザス連隊で戦死および全病死した者の千人当たりの数値は他のどの州よりも高かった。

#### バクスタースプリング
バクスタースプリングの戦いは、あるいはバクスタースプリングの虐殺とも呼ばれ、1863年10月6日に現在のバクスタースプリング近くで戦われた小さな戦闘だった。マインクリークの戦いは、オーセージの戦いとも呼ばれ、カンザス州内で起こった騎兵戦だった。

#### メルダジーン
1864年10月25日、メルダジーンの戦いがリン郡で起こった。このトレーディングポストでの戦闘はミズーリの遠征隊を率いたスターリング・プライス少将とアルフレッド・プレソントン少将率いる北軍とのものだった。プライス軍はカンザスシティから南に下った後で、メルダジーン川でプレソントン軍と遭遇した。南軍は北軍に攻撃された後に撤退を強いられた。

#### ローレンス虐殺
北軍トマス・ユーイング・ジュニア准将が南軍ゲリラを援助した女性達の収監を命令し、刑務所にしていた建物が崩壊して4人が死んだ。この事件がミズーリ州内のゲリラを怒らせた。1863年8月21日、ウィリアム・クァントリルがローレンスを襲撃し、市の大半を燃やし、150人以上の男性と少年を殺した。クァントリルは、この奴隷制廃止論の強固な地盤都市に対する攻撃について、刑務所の崩壊に加えて、南部人がカンザスの北部ゲリラの手で味わった事実にしろ想像にしろ悪いことに対する報復だと合理化した。

### カンザス州におけるインディアン戦争

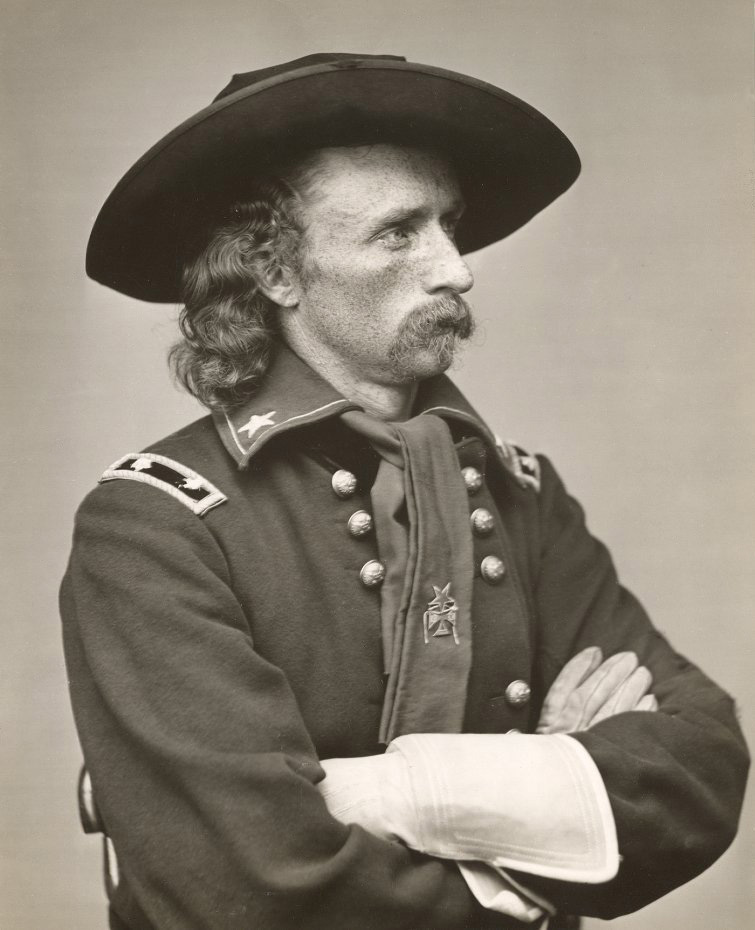
ジョージ・アームストロング・カスターは、カンザス州西部における先住民との戦いでアメリカ軍を率いた。

ラーニド砦（カンザス州中央部）は中央平原の敵対的インディアンに対する軍事行動の基地として1859年に設立され、サンタフェ・トレイルの交通を守り、1861年以降は1861年のワイズ砦条約の条件に従い、インディアン問題担当局による中央平原インディアンの管理を行う代理機関となった。
コロラドの山脈で貴金属が発見されたとき、およびそれに続くシャイアン族とアラパホ族のレパブリカン渓谷とスモーキーヒル渓谷への集中で、先住民族と鉱山師およびコロラドの軍隊との間の攻撃と反撃の連続が始まったと考えられる。これは1864年4月には、インディアンによるカンザスやネブラスカの辺境開拓者、旅人、牧場の者や列車の者への何ヶ月にもおよぶ戦争となり、同じ年の11月にインディアン1隊の大量殺戮で頂点に達した。殺戮されたインディアンは大半は友好的な者達であり、その居留地内の安全な場所とされていたコロラドのライアン砦近くサンドクリークで宿営していた。この出来事はサンドクリークの虐殺と呼ばれている。

### 平和の時代
南北戦争と呼ばれる反乱者の戦争が終わったときに、カンザス州はそれが存在し始めてから初めて平和の時代が訪れた。12年間の騒擾と流血を伴う不和、危険がつきものの絶え間ない努力の12年間は、住民を鍛えて、いまや動きの中に休息があり、絶え間ない警戒の中には安全がないことを知った。このような訓練で、全住民の性格はその通ってきた経験のように特異なものになった。この時期にカンザスシティが造られ（1868年）、市政が布かれた（1872年10月）。
休みを知らぬ活力がこの時期の支配的な特徴となり、寛ぐことは望ましいものであることを止めることだった。打ち勝つべき対象は望ましい対象であり、それに打ち勝つことが典型的カンザス人の大きな目的だった。戦争が終わると、彼らは最も活発に平和的なことを追求するようになった。その踏みしめる自由の大地に対する権利を得た。ここから彼らの活力は、工夫が活かされ、忍耐が要求されあるいは活力が使われるあらゆる手段を通じて高い可能性を開いていくことに注がれた。

### カンザス太平洋鉄道

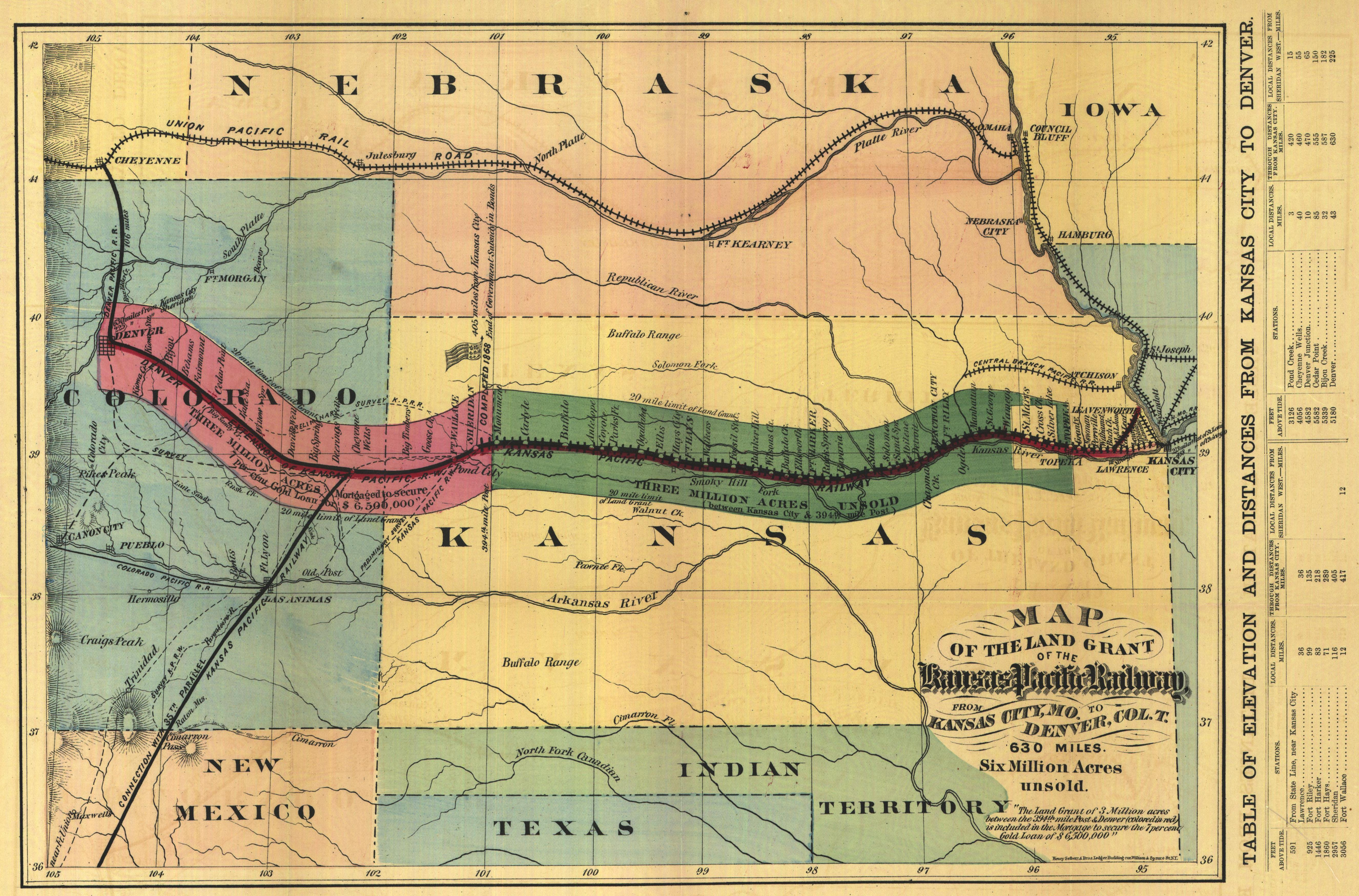
カンザス太平洋鉄道の主要路線。1869年の地図

| 年   | 主要結節点           |
| ---- | -------------------- |
| 1863 | カンザスシティ       |
| 1864 | ローレンス           |
| 1866 | ジャンクションシティ |
| 1867 | サリーナ             |
| 1870 | デンバー             |

1863年、ユニオンパシフィック東部（1869年に改名してカンザス・パシフィック）が、ユニオンパシフィックに沿った大陸横断鉄道の南支線を作るための合衆国議会の太平洋鉄道法によって承認された。太平洋鉄道法は幹線に沿った大規模公有地の供与も承認した。この会社は1863年9月にカンザスシティから西に幹線の建設を始めた。

## ワイルド・ウェスト
1867年、ジョセフ・G・マッコイがアビリーンに家畜置き場を建て、チザム・トレイルの開発を援助し、1867年から1887年までテキサスの牛飼いがその家畜置き場に牛を追ってくることを奨励した。この家畜置き場はカンザスシティより西では最大となった。牛を北に追ってくるとカンザス・パシフィック鉄道の終端から東方に搬送された。
1871年、ワイルド・ビル・ヒコックがアビリーンの執行官になった。そこでジョン・ウェズリー・ハーディンと出遭ったことが結果として、ヒコックがハーディンを武装解除した後でハーディンが町から逃げ出すことになった。ヒコックはライリー砦の副執行官でもあり、ワイルド・ウェストのヘイズの執行官でもあった。1880年代、グリーンズバーグで大井戸が掘られ、サンタフェ・アンド・ロックアイランド鉄道に水を供給した。深さ109フィート (33 m)、直径32フィート (9.8 m)あり、手掘りの井戸としては世界最大だった。コロナドが1885年に建設された。そこは西部の歴史の中でも最も流血の多い郡庁所在地戦争の一つに巻き込まれた。1887年2月27日に銃撃戦が起こり、近くのレオティからの雇われガンマンだったとも言われる支援者がおり、数人の人々が殺され負傷した。

### エクソダスター
1879年、南部における南北戦争後のレコンストラクション時代が終わり、多数の元奴隷が南部州からカンザス州に移住した。彼等は「エクソダスター」と呼ばれ、良好で安い土地とよりましな待遇という見込みに惹かれてやって来た。1877年に設立されたニコマデスの町はエクソダスターより以前に組織された町だが、エクソダスターが多く住んだ。

### 禁酒法
1881年2月19日、カンザス州はその憲法を修正してアルコール飲料をすべて禁止する合衆国では初めての州になった。この行動は禁酒運動にその元があり、1888年に始まった斧叩きキャリー・A・ネイションの活動によって強制され、全国的な運動となって、アメリカ合衆国憲法修正第18条の成立に繋がった。カンザスは1948年まで禁酒法を撤廃しなかった。この時でも大衆酒場を禁止し続けており、この制限は1987年まで撤廃されなかった。カンザスでは2005年まで日曜日の酒の小売を認めておらず、田舎にいくと大半は今でも日曜日の小売を禁じている。今日カンザスの39の郡はドライ（禁酒法を執行）のままである。今日に至るまで、1934年に全国的な禁酒法を終わらせたアメリカ合衆国憲法修正第21条をカンザス州は批准していない。

## 20世紀

### 第一次世界大戦から第二次世界大戦
1916年、カンザス州の軍隊がメキシコ革命で米墨国境に従軍した。1917年4月に合衆国がドイツ、オーストリア・ハンガリー、ブルガリアおよびトルコに宣戦布告したとき、8万人のカンザス人がアメリカ軍に入隊した。彼等の大部分は第35、42、89および92歩兵師団に配属された。
1922年から1927年、カンザスではKKKに対する幾つかの法律闘争があり、州内から追い出すことになった。
カンザス州の州旗は1925年にデザインされた。1927年にカンザス州議会によって公式に採用され1961年に修正された（「カンザス」という言葉が金のゴシック体で州章の下に付け足された）。1927年にライリー砦の軍隊とカンザス州兵のために、ベン・S・ポーレン知事によってライリー砦に始めて翻った。
大規模旱魃によって起こされる砂嵐はダストボウルと呼ばれ、1930年に始まって1941年まで続いた。旱魃の影響は世界恐慌の影響にも重なり、多くの農夫がグレートプレーンズ中の土地を手離さざるを得なかった。この環境災害で、大集団の住民がカンザスの過酷な環境から逃亡することになった。

### 冷戦時代
冷戦時代、カンザスは何年もアメリカを核攻撃から守る抑止兵器計画に参加した。1950年代、カンザス州には、ネバダ州における核実験後に異常に高い放射線量の放射性核降下物（死の灰）が降った。
1954年5月17日、合衆国最高裁判所は「ブラウン対教育委員会裁判」で、分離された教育施設は本質的に不平等であり、あらゆる市民に「法のもとの平等保護」を保障したアメリカ合衆国憲法修正第14条に違背していると、全会一致で宣告した。「ブラウン対トピカ教育委員会」判決は、「法律上の」公共教育施設の人種分離（政府が運営する黒人と白人を分離する学校の合法的設立）を明白に違法とした。トピカに4つあるアフリカ系アメリカ人の子供達のための分離された小学校の一つ、モンロー小学校がその舞台となった。
1950年代と1960年代、大陸間弾道ミサイル（1個の核弾頭を搭載するように設計された）がカンザス中の施設に配備された。それらは硬化された地下のサイロに備蓄され、発射されるようになっていた。カンザスの施設は1980年代初期に使用を止めた。
1966年6月8日、トピカに藤田スケールで「F5」の竜巻が起こった。これは1966年トピカ竜巻と呼ばれ、町の南西側から始まり、北東に動いて様々な目立つ建物（例えばウォッシュバーン大学）を直撃した。被害総額は1億ドルに上った。

### 著名な人物
カンザス州は、ドワイト・D・アイゼンハワー大統領、大統領候補のボブ・ドールおよびアルフレッド・ランドン、また飛行家のアメリア・イアハートの出身州である。カンザス州出身の有名な運動選手にはバリー・サンダース、ゲイル・セイアーズ（以上アメリカンフットボール）、ジム・ライアン、モーリス・グリーン（以上陸上）、ウォルター・ジョンソン（野球）、およびリネット・ウッダード（バスケットボール）がいる。